# Masteria hirsuta
Espèce
Masteria hirsuta est une espèce d'araignées mygalomorphes de la famille des Dipluridae.

## Distribution
Cette espèce se rencontre aux Fidji, en Micronésie, aux Palaos, aux îles Marshall et aux îles Mariannes du Nord,.

## Description
La femelle décrite par Dupérré, Tapia, Quandt, Crespo-Pérez et Harms en 2021 mesure 5,40 mm.

## Publication originale
- L. Koch, 1873 : Die Arachniden Australiens. Nürnberg, vol. 1, p. 369-472 (texte intégral.